# Constans
Constans, (egentligen Flavius Julius Constans född omkring 323, död 350, var en romersk kejsare 337-350, son till Konstantin den store, kejsare 337 jämte sina bröder Konstantin II och Constantius II.
Constans utnämndes 333 till cæsar och övertog efter en tid Italiens förvaltning. Vid riksdelningen efter faderns död tilldelades Constans 338 Italien, Pannonien, Illyrien, Trakien och provinsen Afrika. Själv stod han till en början under brodern Konstantin II:s förmyndarskap. Efter en seger över Sarmaterna samma år krävde Constans dock full självständighet. I det krig som utbröt förlorade Konstantin II sitt liv, och hans riksdel, de västliga provinserna tillföll Constans, som i gengäld avträdde Trakien till den andra brodern Costantinus II.
Constans styrde sitt rike med kraft och skicklighet, men undersåterna klagade över tunga skatter, något som de antika källorna anklagar Constans gunstlingar för. Constans omkom i flykten undan sin ämbetsman Magnentius, som låtit utropa sig till kejsare. Constans var mycket kristet sinnad och gynnade de ortodoxa mot arianerna.